# 坎利酮

坎利酸

坎利酮（商品名有：Contaren、Luvion、Phanurane、Spiroletan等），别名坎利酸内酯或烯睾丙内酯。是一种有机化合物，分子式为C22H28O3，属于甾体类抗鹽皮質激素，临床上可用作醛固酮拮抗剂治疗水肿、心衰、高血压、肝腹水等疾病，在意大利、比利时等国也用作利尿劑，同时也是螺内酯的活性代謝產物。坎利酮可被赭曲霉等微生物发酵作用对11号碳进行羟基化，得到11α-羟基坎利酮。坎利酮同时也是螺内酯和依普利酮的原料。
坎利酮抗鹽皮質激素作用比螺内酯强，但抗雄激素作用要弱于螺内酯，不过利用其抗雄激素作用可用于治疗女性多毛症。作为利尿剂，螺内酯转化成系列代谢产物后，坎利酮贡献了约10-25%的保钾利尿作用，7α-硫代甲基螺内酯则主要贡献了约80%。